# Silene bilingua
Silene bilingua là loài thực vật có hoa thuộc họ Cẩm chướng. Loài này được W.W. Sm. miêu tả khoa học đầu tiên năm 1919.